# Ely (Minnesota)
Ely is een plaats (city) in de Amerikaanse staat Minnesota, en valt bestuurlijk gezien onder St. Louis County.

## Demografie
Bij de volkstelling in 2000 werd het aantal inwoners vastgesteld op 3724.
In 2006 is het aantal inwoners door het United States Census Bureau geschat op 3595, een daling van 129 (-3,5%).

## Geografie
Volgens het United States Census Bureau beslaat de plaats een oppervlakte van
7,0 km², geheel bestaande uit land. Ely ligt op ongeveer 435 m boven zeeniveau.

## Geboren
- Jessica Biel (3 maart 1982), actrice

## Plaatsen in de nabije omgeving
De onderstaande figuur toont nabijgelegen plaatsen in een straal van 48 km rond Ely.